# Escudo de Castilla-La Mancha
El escudo de Castilla-La Mancha aparece regulado en la Ley 1/1983, de 30 de junio. Esta norma ha sido desarrolla por el Decreto 132/1983, de 5 de julio, por el que se hace público el modelo oficial del escudo y por el Decreto 115/1985, de 12 de noviembre que complementa el Decreto 132/1983, de 5 de julio. 
La ley 1/1983 de 30 de junio describe así el escudo:

Artículo 1.º.- El escudo de la Junta de Comunidades de Castilla-La Mancha es partido. En el primer cuartel, en campo de gules un castillo de oro almenado, aclarado de azur y mazonado de sable. El segundo cuartel, campo de argento plata. Al timbre, corona real cerrada, que es un círculo de oro engastado de piedras preciosas, compuesto de ocho florones, de hojas de acanto, visibles cinco, interpolado de perlas y de cuyas hojas salen sendas diademas sumadas de perlas, que convergen en un mundo de azur o azul, con el semimeridiano y el ecuador de oro sumado de cruz de oro. La corona forrada de gules o rojo.

El escudo de Castilla-La Mancha tiene su origen en la Bandera diseñada por Ramón José Maldonado y Cocat, aprobada oficialmente en 1980. La Junta de Comunidades también adoptó su propio logotipo. 

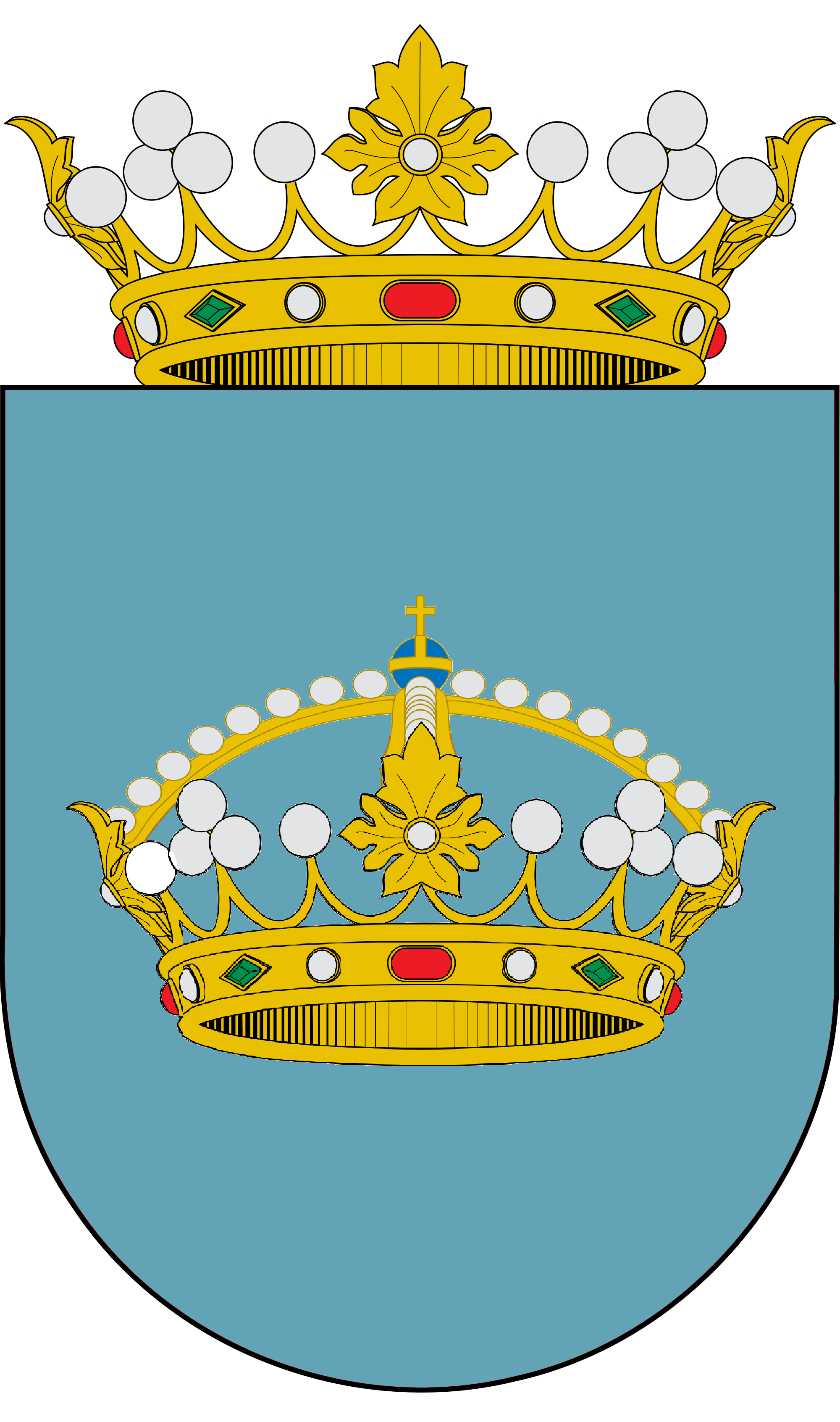
Escudo del Reino de Toledo,[2] precursor de Castilla la Nueva, y este a su vez precursor de Castilla-La Mancha y Madrid
Versión heráldica del escudo de Castilla-La Mancha.